# Vosbles
Vosbles är en kommun i departementet Jura i regionen Bourgogne-Franche-Comté i östra Frankrike. Kommunen ligger i kantonen Arinthod som tillhör arrondissementet Lons-le-Saunier. År 2015 hade Vosbles 110 invånare.

## Befolkningsutveckling
Antalet invånare i kommunen Vosbles
Referens:INSEE